# František Eduard Bednárik
František Eduard Bednárik (někdy se podepisoval i jako Edvard Bednařík; 11. února 1902, Bystřice pod Hostýnem – 16. února 1960, Žilina) byl architekt.

## Život
Jeho otcem byl stavitel František Bednárik, matkou Božena rod. Plánková.
Studoval na Státní vyšší škole stavební v Brně, potom pracoval u architekta Bohumila Hubschmanna v Praze, kde pokračoval ve studiu architektury na ČVUT. V roce 1930 získal titul Ing. Absolvoval studijní cesty po Německu, Francii, Belgii, Holandsku a jinde. Působil jako samostatný architekt ale například se švagrem architektem Ferdinandem Čapkou tvořili určitou dobu úspěšný tvůrčí tandem. V Žilině se seznámil i s architektem M. M. Scheerem. Navrhoval veřejné budovy zejména v Žilině a v Banské Bystrici, naposledy se zúčastnil soutěže návrhu sportovního areálu v Prešově. Byl členem Svazu slovenských architektů. Patřil k poměrně zřetelné podskupině moderně funkcionalisticky orientovaných tvůrců, kteří směřovali k organicky pojaté architektuře. Neuspokojila je strohá racionálnost funkcionalismu, ačkoliv jejich díla vycházela z tohoto základu.

## Dílo
- Kaple Sedmibolestné Panny Marie v lesoparku Chrasť v Žilině (1928)
- Sporthotel, Donovaly (1938–1939)
- Bývalý dům „Zväzu obecných a obvodných notárov“, Banská Bystrica
- Ústřední budova Středoslovenských elektráren, Banská Bystrica, Švantnerova 9 (společně s V. Zraževským, 1938–1941)
- Budova střední školy a bývalého notářského úřadu, Banská Bystrica
- Sídliště Banská Bystrica-Uhlisko, obytné domy postavené pro vojenské gážisty (1938)
- Budova Středoslovenské energetiky, Žilina, Republiky 5 (společně s Ferdinandem Čapkou a Š. Paulíkem, 1941, 1942)
- Koupaliště a hotel Laura, Rajecké Teplice, Ul. J. Gabčíka (Rajecká cesta) (1942, 1944)
- Budova bývalé notářské ubytovny, Banská Bystrica, Československej armády 25 (1935, 1936–1937)
- Budova na dnešním Štefánikově nábřeží č. 6 v Banské Bystrici, původně „Štátny učiteľský ústav“, později Gymnázium Andreja Sládkoviča, v současnosti Základní umělecká škola v Banské Bystrici, (1932, 1934)
- Observatoř Skalnaté pleso, Tatranská Lomnica 154, (společně s V. Houdkem, 1940–1943)